# Baranyi Tibor Imre
Baranyi Tibor Imre (Debrecen, 1967– ) magyar teológus, filozófiai író, fordító, könyvkiadó és szerkesztő.

## Munkássága
Baranyi Tibor Imre kiadója és egyik szerkesztője volt a Tradíció évkönyvsorozatnak, főmunkatársként és szerkesztőségi főtanácsosként működött az Északi Korona folyóiratban, továbbá független munkatársként részt vett az egykori Pannon Front folyóirat 11–14. számainak szerkesztésében is. A 2013-ban útjára indított Magyar Hüperión című folyóiratnál szerkesztőbizottsági tag volt. Alapítója és vezetője az 1994-ben létrehozott debreceni Kvintesszencia Kiadónak. Szintén alapítója és egyik főelőadója volt a 2012 és 2015 között működő Attila Király Szellemtudományi és Nemzetstratégiai Akadémiának. 2015-től a Last Exit egyik főelőadója és szemináriumvezetője.
Műfordítóként és szakíróként is tevékenykedik. Teljes műveket ültetett át magyar nyelvre René Guénontól, Julius Evolától és Alexander Dugintól, továbbá másoktól is (Titus Burckhard, Frithjof Schuon, Marco Pallis, Seyyed Hossein Nasr, Mircea Eliade, Franz Baader stb.).
Legjelentősebb fordítói munkája a Korán tradicionális szemléletű, magyar nyelvre való átültetése, ami 2019-ben jelent meg. 
Íróként 2025-ig három önálló művet jegyez, ebből kettő a korábban megjelent írásainak gyűjteménye (Fejlődő létrontás és örök hagyomány, Hagyomány és magyarság), egy pedig - a legutóbbi - a szellemi útra vonatkozó kérdések és a rájuk adott válaszok tematikus összeállítása (Útmutatás. Kérdések és válaszok a szellemi úton). Társszerzős könyve (Kard, kereszt, korona. Tradicionális tanulmányok a magyarságról) szintén tematikus írásgyűjtemény, mely az általa írottak mellett Horváth Róbert és László András tanulmányait tartalmazza.

## Művei

### Önálló művei
- Fejlődő létrontás és örök hagyomány. Kvintesszencia, 2005
- Hagyomány és magyarság. Kvintesszencia, 2011
- Útmutatás. Kérdések és válaszok a szellemi úton. Kvintesszencia, 2024

### Társszerzős művei
- Kard, kereszt, korona. Tradicionális tanulmányok a magyarságról. "Lux Mundi", 2000 (Horváth Róbert és László András társszerzőkkel)

### Fordításai (könyvek)
- René Guénon: A Világkirály. Farkas Lőrinc Imre, 1993 (Németh László Leventével)
- René Guénon: A modern világ válsága / A kereszt szimbolikája. Szigeti, 1994
- Titus Burckhardt: Muszlim asztrológia, avagy szellemi kulcs a Muhjiddin Ibn 'Arabí-féle muszlim asztrológiához. Stella Maris, 1995
- Julius Evola - Frithjof Schuon: Zen – A szamurájok vallása. Öt tanulmány a japán buddhizmusról. Kvintesszencia, 1996 (Németh Norberttel)
- Julius Evola: A megvalósítás és a halál utáni akciók. A megvalósítás útja a Mithrász-misztériumokban és a lámaizmus túlvilági tanításai. Kvintesszencia, 1997 (Németh Norberttel)
- René Guénon: Általános bevezetés a hindu doktrínák tanulmányozásához. Kvintesszencia, 1999, 2016 (Németh Norberttel)
- René Guénon: Megjegyzések a beavatásról. Kvintesszencia, 2002, 2016 (Virág Lászlóval)
- René Guénon: A modern világ válsága. Kvintesszencia, 2008, 2022
- Alexander Dugin: A negyedik politikai eszme. Kvintesszencia, 2017
- Szent Korán. Kvintesszencia, 2019
- René Guénon: A kereszt szimbolikája. Kvintesszencia, 2024

### Általa szerkesztett művek és kiadványok (válogatás)
- Tradíció – A Metafizikai Tradicionalitás Évkönyve. Kvintesszencia, 1998-2005 (Horváth Róberttel)
- Kaczvinszky József: A hét beavatás / "F" napló / Yoga aforizmák. Kvintesszencia, 2001, 2016
- Tanulmányok a tradicionális íjászatról. Kvintesszencia, 2009
- Julius Evola: Jobboldali fiatalok kézikönyve. Kvintesszencia, 2012 (Horváth Róberttel)
- Frithjof Schuon: A kereszténységről - az örökérvényű bölcsesség fényében. Kvintesszencia, 2013
- László András: A jobboldaliság alapelvei. Kvintesszencia, 2013

### Egyéb kiadványok
- "Én az Abszolútum vagyok". Előadások. Kvintesszencia, 2018 (DVD kép- és hangfelvétel.)